# Механа Узун Мирка Апостоловића у Мислођину
Механа Узун Мирка Апостоловића у селу Мислођину код Обреновца, везана је за име једног од највећих јунака у новијој историји Београда. Представља непокретно културно добро као споменик културе.

## Историјат
Објекат се налази у такозваном Мислођинском потесу, у близини десне обале Колубаре поред друма Београд-Обреновац, где се некад налазила палешка скела (Палеж је старо име за Обреновац). Као кафана или хан, отворена је у првој половини XIX века (вероватно око 1815), по наређењу Књаза Милоша "за путнике и намернике палешке скеле". Дуго је била власништво Узун Мирка Апостоловића, чија породица је била из села Шопић, поред Лазаревца. Узун Мирков отац Петар и дела Апостол, погинули су у Кочиној крајини, а мајка се, после бекства пред Турцима у Срем, вратила у Србију и настанила у селу Мислођин. Мирко се придружио устаницима и веома се истакао у борби за ослобођење Београда. Учествовао је у више битака у Другом српском устанку, а после споразума између Милоша и Марашли Али-паше, живео је у Београду и Палежу (Обреновцу), где је држао ову кафану. Као објекат јавног карактера била је центар политичког и друштвеног живота у време када је баш ова област преузела веома активну борбу за ослобођење од Турака. Пред крај прве владе Милоша Обреновића, нови власник кафане био је први срески начелник Београдсеке Посавине Павле Јовановић-Шарчевић, која је по њему носила име Шарчевића кафана. Објекат је као кафана мењао власнике и радио све до првих година XXI века. У последњој деценији, овај споменик културе који се налази у приватном власништву, није у функцији.

## Архитектура
Механа представља један од најстаријих и свакако историјски најзанимљивијих објеката руралне архитектуре на ширем подручју града.  По свом архитектонском обликовању и просторној диспозицији механа Узун Мирка Апостоловића представља репрезентативан примерак народне архитектуре специфичне намене веома карактеристичан за београдску околину. Очувани објекти из XIX века припадају шумадијском типу и тзв. посавској варијанти овог типа. Оба типа сеоских кућа карактеристична су за насеља обреновачке општине. Објекат има правоугаоноу основу, са подрумом и таваном, те кровом на "четири воде", и типичан је представник друмских механа - ханова, какве су се подизале у Србији у првој половини XIX века. Зидна констукција је бондручна, са испуном од опеке, док је кров прекривен бибер црепом. Предња фасада има трем читавом дужином, са дрвеним стубовима који носе греде. Зграда садржи кафанску салу, кухињу, собе за преноћиште и стан за власника. Данашње стање се незнатно разликује од првобитног, које је подразумевало потпуно симетричан распоред осталих просторија објекта.